# 鄯善县园艺场
鄯善县园艺场是中华人民共和国新疆维吾尔自治区吐鲁番市鄯善县城东8公里处的一个國營農場。
鄯善县园艺场是一个以种植、养殖、农产品加工为一体的综合国营农牧场。主要以种植葡萄为主。2024年时，园艺场有8000多亩葡萄田。也是鄯善县的一个类似乡级单位。辖区户籍人口1292户，3816人。

## 行政区划
国家统计局网站上，园艺场下辖以下地区：
园艺场一队、园艺场三队和园艺场四队。